# Lac Loïs
Lac Loïs är en sjö i Kanada.   Den ligger i regionen Abitibi-Témiscamingue och provinsen Québec, i den sydöstra delen av landet, 400 km nordväst om huvudstaden Ottawa. Lac Loïs ligger 300 meter över havet. Arean är 15,8 kvadratkilometer. Den sträcker sig 4,7 kilometer i nord-sydlig riktning, och 11,3 kilometer i öst-västlig riktning.
I omgivningarna runt Lac Loïs växer i huvudsak blandskog. Trakten runt Lac Loïs är nära nog obefolkad, med mindre än två invånare per kvadratkilometer.